# Cyrtandra cladantha
Cyrtandra cladantha là một loài thực vật có hoa trong họ Tai voi. Loài này được Skottsb. mô tả khoa học đầu tiên năm 1944.